# أسلام أباد بالا (المزرعة الشمالية)
أسلام أباد بالا (بالفارسية: اسلام‌آباد بالا) هي قرية تقع في إيران في قسم المزرعة الشمالیة الريفي. يقدر عدد سكانها بـ 1,251 نسمة .